# Roberto Brookes
Roberto Leonardo Brookes (Buenos Aires, ...) è un ex calciatore argentino, di ruolo attaccante.

## Caratteristiche tecniche
Giocava come ala sinistra. Rapido e dotato di un buon tiro, aveva un buon intuito; benché fosse un'ala, si concentrava più sull'aiutare i compagni a centrocampo che sull'avviare azioni offensive.

## Carriera

### Club
Brookes esordì in massima serie nella stagione 1956 con la maglia del Chacarita Juniors. Con la formazione tricolore di Villa Maipú giocò per la prima annata in Primera División; nel 1957 militò in seconda serie, per via della retrocessione avvenuta l'anno prima. Tornò in prima divisione nel 1960; nel 1962 il Chacarita raggiunse il 5º posto in classifica, miglior risultato per Brookes con tale club. In occasione del campionato 1963, Brookes passò all'Huracán, nell'ambito di uno scambio tra società che portò Jesús Roldán al Chacarita; con la formazione bianco-rossa di Buenos Aires giocò altre tre annate in Primera División, assommando 64 presenze e 15 gol.

### Nazionale
Brookes fu convocato per il Campeonato Sudamericano de Football 1957. Nel corso della competizione fu riserva di Osvaldo Héctor Cruz, e non scese mai in campo. Nel Sudamericano 1959 tenutosi in Argentina Brookes giocò il 22 marzo 1959 contro il Paraguay, subentrando a Raúl Belén all'86º minuto.

## Palmarès

### Nazionale
- Campeonato Sudamericano de Football: 2

Perù 1957, Argentina 1959